# Independența (Constanța)
Independența é uma comuna romena localizada no distrito de Constanța, na região de Dobruja. A comuna possui uma área de 177.90 km² e sua população era de 3112 habitantes segundo o censo de 2007.